# Embelia sessiliflora
Embelia sessiliflora är en viveväxtart som beskrevs av Wilhelm Sulpiz Kurz. Embelia sessiliflora ingår i släktet Embelia och familjen viveväxter. Inga underarter finns listade i Catalogue of Life.